# Ferrari Challenge

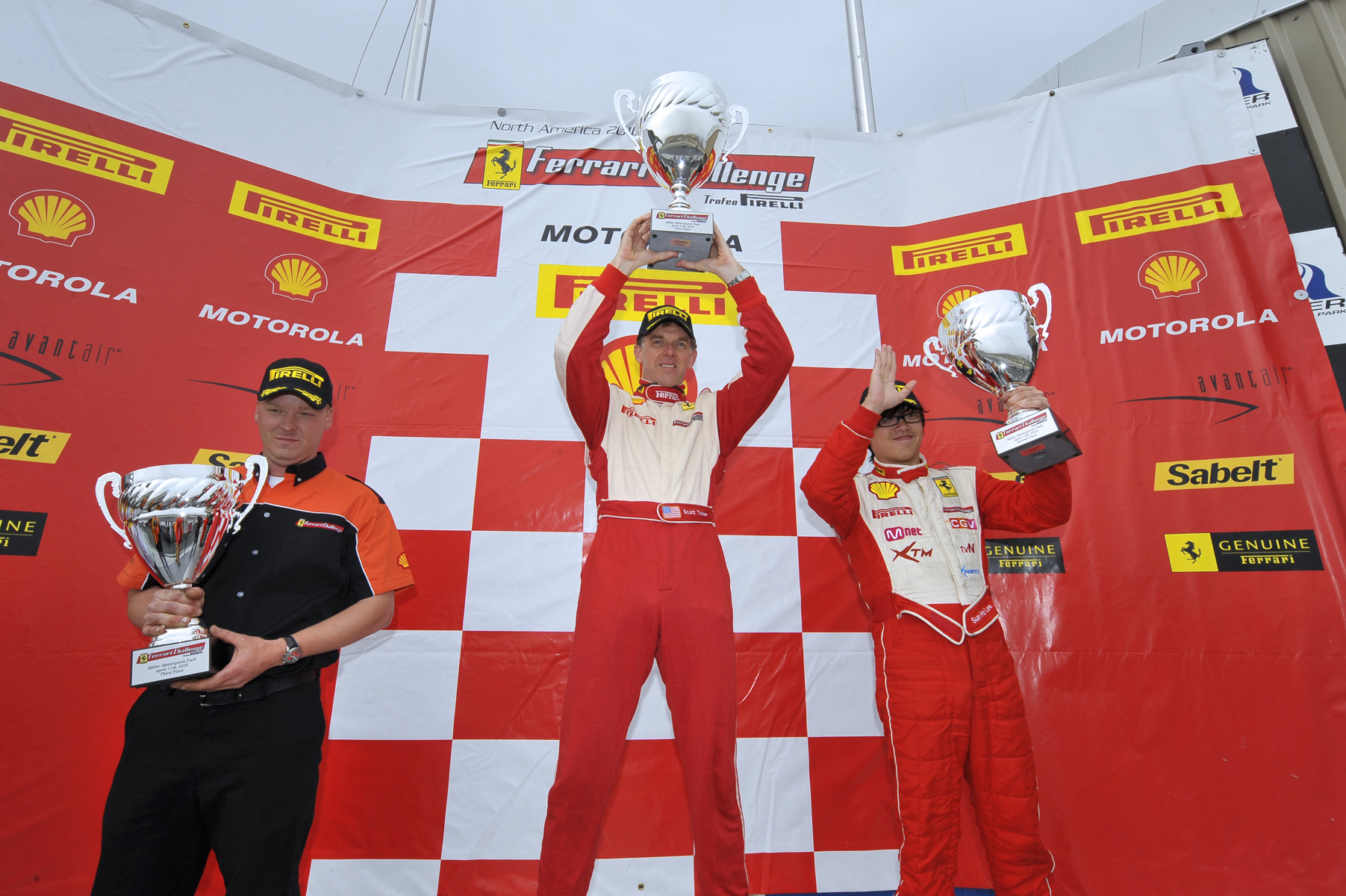
Podio en el que el piloto Scott Tucker levanta el trofeo del primer lugar, 2010.

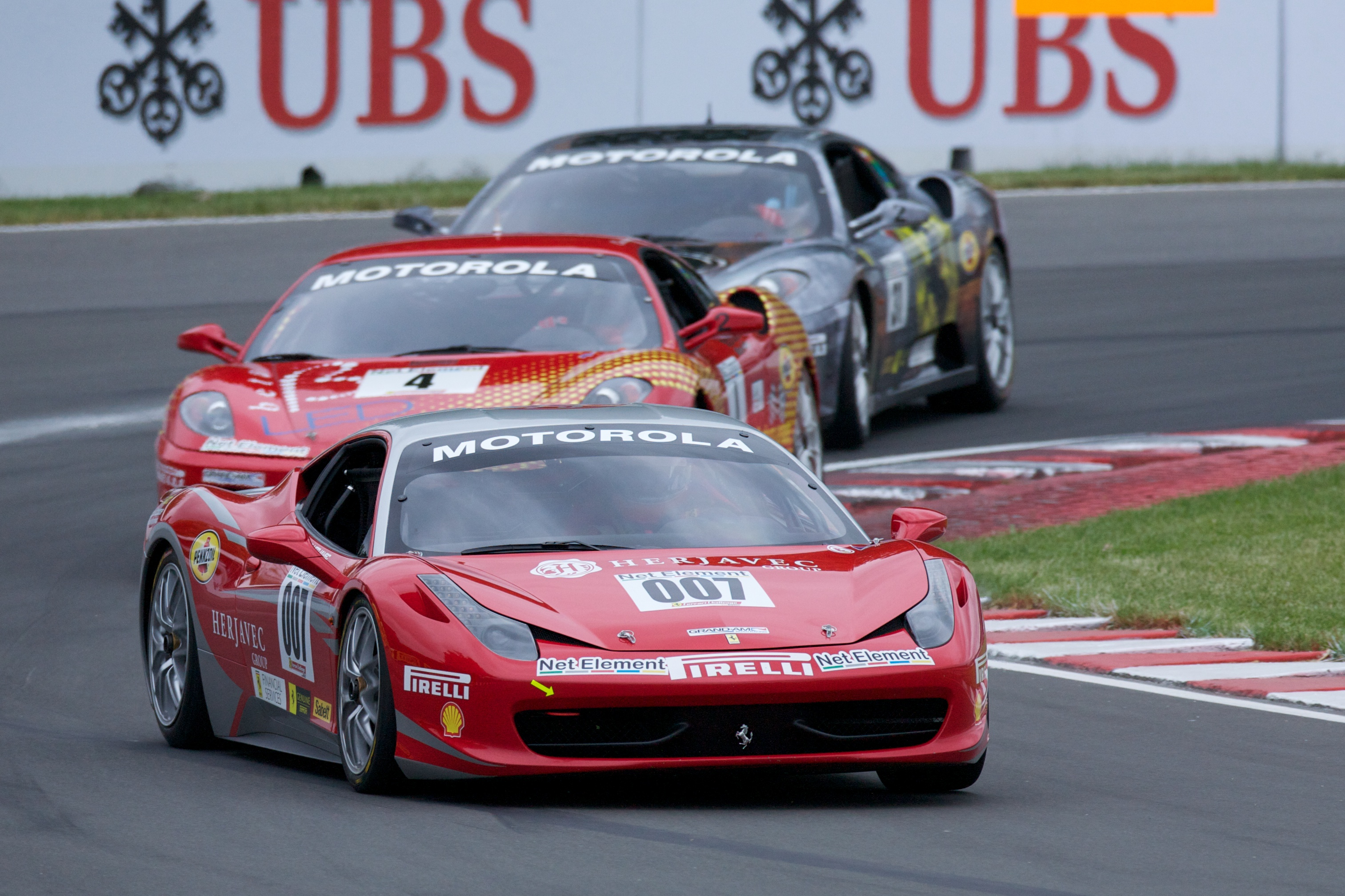
Carrera en desarrollo del Ferrari Challenge norteamericano en Canadá, 2011.

El Ferrari Challenge (Desafío Ferrari), es un campeonato de automovilismo en el que participan solo vehículos Ferrari, creado en 1993 por los dueños del 348 Berlinetta, que querían competir en carreras. Ahora involucra a tres campeonatos oficiales, que se desarrollan en Estados Unidos, Italia, y Europa. Los competidores de cada campeonato se unen en la final mundial (World Finals).

## Serie
Actualmente hay tres clases distintas, pero en el 2001 los campeonatos llegaron a 
ser cinco, tres en Europa, uno en Estados Unidos, y uno en Japón. Desde el 2001, el 
Ferrari Challenge es manejado por el departamento Corse Clienti ("Carreras de 
clientes"), recientemente creado por Ferrari.

### Ferrari Challenge Italia
El Ferrari Challenge Italia tiene un formato de dos clases que distingue entre 
pilotos de competencia profesionales en el "Trofeo Pirelli" y aficionados llamados 
"gentlemen drivers" en la Copa Shell. Fue fundado en el año 1993, con el apoyo de 
Pirelli. Su popularidad ha llevado a que en 2007 hubiera 10 equipos 
representados por 37 pilotos. Incluye seis eventos, más la Final Mundial (World 
Final) y comparte algunos circuitos con la serie Europea.

### Ferrari Challenge Europa
Como la italiana, la serie europea tiene un campeonato con dos clases de pilotos.

### Ferrari Challenge Norte América
La serie norteamericana tiene solo una clase de pilotos. Este campeonato se 
inauguró en 1994 y es organizado por Ferrari Norteamérica.

### Ferrari Challenge Asia-Pacífico
La competencia Asia-Pacífico del Ferrari Challenge es la más nueva de la serie. Fue inaugurada en la temporada 2011, debido al creciente interés y ventas de ferraris por parte del público asiático.

### Series no-oficiales
El Ferrari Challenge ha inspirado otros campeonatos que no están directamente afiliados a Ferrari. El Ferrari Scandinavia Challenge es un campeonato no 
oficial que se desarrolla en Finlandia, Suecia, y Dinamarca. Fue creado 
en el 2001 y no es solo para los últimos modelos Challenge de Ferrari. En el 
Reino Unido hay una competencia no oficial similar, para modelos más antiguos que es organizado por el Ferrari Owners' Club (Club de Dueños de Ferraris).

## Automóviles en el Ferrari Challenge
El F430 Challenge fue el modelo más reciente usado en el campeonato Ferrari 
Challenge. La versión challenge del nuevo Ferrari 458 Italia fue anunciado 
recientemente. El linaje es el que sigue: 
- Ferrari 348 Challenge (1993-1995)
- Ferrari F355 Challenge (1995-2000)
- Ferrari 360 Challenge (2000-2006)
- Ferrari F430 Challenge (2006-2011)
- Ferrari 458 Challenge (2011- 2016)
- Ferrari 488 Challenge (2017-2019)
- Ferrari 488 Challenge Evo (2020-)

Todos los autos en la serie son solo para pistas de carreras. El 360 Challenge no debe confundirse con el 360 Challenge Stradale, que era legal manejarlo en carretera.

## Simuladores de carreras inspirados en la serie
En 1999 el productor de Sega Yu Suzuki creó el Ferrari Challenge: Passione Rossa, un juego de video basado en el campeonato cuando utilizaba al Ferrari F355 Challenge.
En el 2008 Mark Cale de System 3 creó Ferrari Challenge: Trofeo Pirelli, el 
juego oficial del Ferrari Challenge, que presenta las versiones italiana, europea y norteamericanas del campeonato con el Ferrari F430 Challenge.
- Datos: Q74772
- Multimedia: Ferrari Challenge / Q74772